# Rey Lot
El rey Lot (/ˈlɒt/), también escrito Loth o Lott (Lleu o Llew en galés), es un monarca británico de la leyenda artúrica. Fue presentado en la pseudohistórica Historia Regum Britanniae (c. 1136) de Godofredo de Monmouth como cuñado del rey Arturo, habiendo ejercido como regente de Britania entre los reinados de Uther Pendragon y Arturo. Ha aparecido regularmente en novelas de caballería, alternando entre los papeles de enemigo y aliado de Arturo, y a menudo se le representa como gobernante de Lothian y de Noruega o las Orcadas. Su personaje literario probablemente deriva de material hagiográfico sobre san Kentigern, que presenta a Leudonus como rey de Leudonia (nombre latino de Lothian) y padre de san Teneu.
Lot suele ser retratado como el esposo de la hermana o media hermana de Arturo, conocida por muchos nombres, pero con mayor frecuencia como Anna, Gwyar o variantes de Morgause. El número y los nombres de sus hijos varían según la fuente, pero generalmente incluyen de forma destacada a Gawain, así como a otros hijos y, en ocasiones, hijas. Geoffrey sugiere que Lot también es el padre biológico de Mordred, y las novelas románticas en prosa, mucho más tardías, lo identifican como el padre de los hermanos menores de Gawain, Agravain, Gaheris y Gareth, mientras que Mordred se convierte en un hijo incestuoso de Arturo.

## Orígenes
Un rey de Lothian llamado Leudonus o Leudon de Leudonia se encuentra tanto en fuentes latinas como galesas. Una hagiografía fragmentaria, Vita Kentigerni, presenta a Leudonus como el abuelo materno de San Mungo (Kentigern). En este texto, Leudonus hace que su hija Teneu sea arrojada por un acantilado al descubrir que había sido violada y embarazada por Owain mab Urien. Sin embargo, ella sobrevive a la prueba con protección divina y acude a la comunidad de San Serf, donde da a luz a Mungo. La historia de San Mungo se sitúa aproximadamente un siglo después de la época generalmente asociada con el Rey Arturo. Las fuentes galesas se refieren a Leudonus como Lewdwn o Llewdwn Lluydauc ("L[l]ewdwn del Ejército") y lo convierten en rey del pueblo Gododdin en la región de Yr Hen Ogledd.
Godofredo de Monmouth parece referirse a esta figura anterior del rey, a quien llamó Lot o Loth en su manuscrito de principios del siglo XII Historia Regum Britanniae. Sus fuentes son oscuras, pero la elección del nombre probablemente se basa en su similitud con "Lodonesia", un nombre latinizado para Lothian. Esta conexión toponímica es paralela a la asociación que Godofredo hace de Leir de Bretaña con Leicester y de Coel con Colchester, así como a la afirmación de Guillermo de Malmesbury de que Gawain era rey de Galloway, siguiendo una idea común en la historiografía medieval de que los lugares recibían sus nombres de las personas. Una conexión explícita entre Leudonus y el Lot de Godofredo aparece en 1521 en Historia Maioris Britanniae, de John Mair, que nombra a la madre de Kentigern como Thametes, la hija de Lot y hermana de Gawain.
Llew ap Cynfarch (Lleu hijo de Cynfarch) comparte su nombre con la figura Lleu Llaw Gyffes, probablemente una deidad evemerizada conocida de las Cuatro Ramas de los Mabinogi, aunque el alcance de esta conexión es conjetural. Lot también fue identificado con el héroe de la mitología galesa Lludd Llaw Eraint.
El nombre Lot podría estar relacionado con el nombre nórdico Ljot, que aparece en las sagas nórdicas y era conocido en las islas Orcadas. El nombre noruego antiguo Ljot era común en el clan Galte, que gobernó las Orcadas y partes de Escocia antes de los Sinclair. En Hardanger, la familia Lothe, pariente cercana del antiguo clan Galte, también usaba un estandarte con forma de cuervo. Lot también podría estar relacionado con la piedra vertical de las Tierras Altas de Escocia conocida como la Piedra Lud.

## Leyenda artúrica
En Historia Regum Britanniae, Lot es uno de tres hermanos, cada uno de los cuales gobierna una parte del norte de Britania: Lot gobierna Lodonesia y es el señor de Carlisle, mientras que sus hermanos Urien (el padre de Owain, ambos generalmente considerados reyes históricos de Rheged) y Angusel gobiernan Mureif (Moray) y Escocia, respectivamente. Lot es mencionado por primera vez como vasallo de Uther Pendragon en las guerras contra Octa, rey sajón de Kent. Cuando Uther enferma, casa a su hija con Lot y les confía el control del reino. Lot y Ana tienen dos hijos, Gawain y Mordred. Cuando Arturo se convierte en rey, ayuda a Lot y a sus hermanos a recuperar sus territorios, que habían caído en manos de los sajones. Lot también es el heredero al trono de Noruega, como sobrino de su anterior rey, Sichelm. Con la ayuda de Arturo, arrebata el reino al usurpador Riculf. Lot más tarde lidera uno de los ejércitos de Arturo en su guerra contra el emperador Lucio de Roma.
Según el relato de Godofredo de Monmouth, Lot entró en la tradición artúrica galesa bajo el nombre de Lleu o Llew. Las Tríadas galesas mantienen la asociación de Godofredo entre Lot y Urien como hermanos, lo que lleva a Lot a la tradición genealógica histórica de Urien como hijo de Cynfarch y Nefyn, la hija de Brychan Brycheiniog. Su esposa en la literatura galesa es la hermana de Arturo, Gwyar, madre de Gwalchmei (Gawain).
Las primeras obras artúricas de romances caballerescos, como las de Chrétien de Troyes, a menudo hacen referencia a Lot, pero rara vez recibe más que una mención en relación con su hijo Gawain. De Ortu Waluuanii y Les Enfances Gauvain cuentan cómo el adolescente Lot se enamoró de Anna, la joven hija de Uther Pendragon, mientras servía como su paje. La historia tiene lugar durante la época en que fue rehén real en la corte de Uther después de la primera conquista británica de Noruega. Los cuentos alemanes de Wolfram von Eschenbach y Der Pleier le dan a Gawain un hermano, Beacurs (Beatus), y varias hermanas, entre ellas Cundrie (Gundrie), Itonje (Itoni) y Soredamor (Surdamur), nacidas de la hermana de Arturo llamada Sangive o Seife. Algunas obras, como Sir Gawain y el Caballero Verde, presentan a Lot como miembro de la corte de Arturo. En el poema Morthe Arthure aliterativo y en el Perceval de Didot, Lot muere en la batalla final de Arturo contra Mordred.
Lot desempeña un papel más destacado en las narraciones cíclicas de principios del siglo XIII. En estas obras, es el rey de Lothian y las Orcadas, probablemente debido a su anterior asociación con Noruega. En el ciclo en prosa Lanzarote-Grial, Lot de Orcania (Orkney) es hijo de Hedor (Héctor), rey de Lothian, y una hija sin nombre del rey de Norgales (Gales del Norte, que posiblemente se refiere a la región de Gwynedd). Tras casarse Uther con Igraine, casa a las hijas de su primer matrimonio con sus aliados políticos. Su hija mayor, que aparece con otros nombres, pero es más conocida como Morgause (posiblemente una variante de Morgana), está casada con el rey Lot. Él y Morgause tienen cinco hijos: Gawain, Agravain, Gaheris y Gareth, además de Mordred (cuyo padre biológico es Arturo, fruto de una relación incestuosa con su hermana). Más tarde, cuando el joven Arturo llega al poder, Lot alza un ejército en rebelión junto con sus hermanos y varios otros reyes britanos. Después de que Arturo derrota a la coalición rebelde en la Batalla de Bedegraine y ayuda a defenderse de los sajones, Lot se convierte en aliado de Arturo.
A partir del Tristán en prosa, el Ciclo Post-Vulgata ofreció una versión diferente de la historia de Lot. Al igual que en el ciclo de Lanzarote-Grial, Lot se opone a Arturo hasta su derrota en Bedegraine. Después, Arturo escucha una profecía que dice que un niño nacido el Primero de Mayo está destinado a destruirlo. Arturo reúne a todos los bebés nacidos en esa época, incluido su propio hijo ilegítimo, Mordred, y los sube a un barco sin timón que se hunde; se cree que todos los niños mueren. Lot, que creía que Mordred era uno de sus propios hijos, se une al rey enemigo de Arturo, Rience, y reanuda su campaña contra Arturo. Finalmente, muere en batalla a manos del rey Pellinore gracias a la intervención de Merlín. La muerte de Lot desencadena una larga disputa familiar, que culmina en los asesinatos por venganza de Pellinore y la mayoría de sus hijos, así como en el asesinato de la esposa de Lot. Esta versión de la historia de Lot fue retomada por Thomas Malory para La muerte de Arturo, en la que Merlín señala a Lot (originalmente Lote) de Orkney como el enemigo inicial más fuerte de Arturo y que Lot debe ser asesinado el día de su batalla para que Arturo viva. La posterior disputa entre los clanes de Lot y Pellinore constituye posiblemente una de las tres principales líneas argumentales de la obra de Malory (junto con la sagrada Búsqueda del Grial y la relación entre Lancelot y Ginebra) y ha aparecido en varias obras artúricas modernas.
Aunque el reino de Lot suele situarse al sur del Muro de Adriano (en el Lothian postromano), las crónicas escocesas de finales de la Edad Media, incluida la Historia Gentis Scotorum, de Hector Boece, lo presentan como rey de los pictos y a él mismo como un picto. Esta asociación se ha extendido a algunas obras de la leyenda artúrica moderna.